# Alberto Molfino
Alberto Molfino (Genova, 11 luglio 1906 – Terni, 18 luglio 1977) è stato un lottatore e allenatore di lotta italiano, specializzato nello stile greco-romano.

## Biografia
Rappresentò l'Italia ai Giochi olimpici estivi di Berlino 1936, classificandosi quinto nel torneo dei pesi leggeri. Fu sei volte campione italiano nella lotta greco-romana.
Dopo il ritiro dalla attività agonistica, divenne allenatore di lotta.
Anche suo figlio Mario Molfino ed il nipote Jonathan Molfino sono stati lottatori.

## Palmarès
- Campionati italiani di lotta greco-romana: 6 titoli

Napoli 1930: oro nei 66 kg;
Torino 1933: oro nei 66 kg;
Roma, Genova, Faenza 1935: oro nei 66 kg;
Prato 1936: oro nei 66 kg;
Bologna 1938: oro nei 66 kg;
Napoli 1948: oro nei 66 kg;